# Chrysodeixis maccoyi
Chrysodeixis maccoyi là một loài bướm đêm trong họ Noctuidae.